# Hernán Silva Arce
Hernán Silva Arce (5 de noviembre de 1948 – 15 de octubre de 2017) fue un árbitro de fútbol chileno. Es conocido por haber pitado dos partidos en los Mundiales, uno en el de México'86 (entre Canadá y Francia) y el segundo en el de Italia'90 (entre Camerún y Rumanía). Murió el 15 de octubre de 2017.